# イゴール・ガビロンド
イゴール・ガビロンド・デル・カンポ（Igor Gabilondo del Campo, 1979年2月10日 - ）は、スペイン・サン・セバスティアン出身の元サッカー選手。現役時代のポジションはMF（左サイドハーフ）。

## 経歴
レアル・ソシエダの下部組織出身。デビュー後の2シーズンはあまり起用されなかったが、次第にチームにとって重要な選手へと成長し、2003-04シーズンには33試合に出場して5得点を挙げた。レアルではリーグ戦129試合に出場して13得点した。
レアルとの契約が満了した2006年夏、ライバルのアスレティック・ビルバオに移籍した。2006-07シーズンと2007-08シーズンは計59試合に出場して7得点し、2007年4月7日、バレンシアCF戦(1-0)で決勝点を挙げた。2008-09シーズンは出場機会が減少したが、30歳を迎えた2009-10シーズンは再びチームに対する重要性が増し、CDテネリフェ戦(4-1)で2得点、UDアルメリア戦で1得点の計3得点を挙げた。2010-11シーズンは出場機会が増え、直接フリーキックやミドルシュートなどでキャリアハイの5得点を挙げた。コパ・デル・レイのADアルコルコン戦(2-0)でも得点した。

## タイトル
- アスレティック・ビルバオ

UEFAヨーロッパリーグ 準優勝 : 2011–12
コパ・デル・レイ 準優勝 : 2008–09, 2011–12
スーペルコパ・デ・エスパーニャ 準優勝 : 2009